# Гуменники (Житомирський район)
Гуме́нники — село в Україні, у Старосілецькій сільській територіальній громаді Житомирського району Житомирської області. Населення становить 500 осіб (2001).

## Історія
Село Коростишівської волості Радомисльського повіту Київської губернії. Відстань від повітового міста 22 версти. Дворів 135, мешканців 855.
До 12 червня 2019 року — адміністративний центр Гуменницької сільської ради Коростишівського району Житомирської області.